# Kye Sun-hui
Dans ce nom coréen, le nom de famille, Kye, précède le nom personnel.
Kye Sun-hui, née le 2 août 1979 à Pyongyang, est une judokate nord-coréenne. Elle a remporté trois médailles dans trois catégories différentes aux Jeux olympiques. À seulement 16 ans, elle remportait la médaille d'or en moins de 48 kg à Atlanta en 1996 en battant la Japonaise Ryoko Tamura en finale. Elle devenait à cette occasion la plus jeune championne olympique de judo de l'histoire. Quatre années plus tard à Sydney, dans la catégorie des moins de 52 kg, elle décrochait le bronze et compléta sa collection avec la médaille d'argent en moins de 57 kg à Athènes en 2004. Outre ses médailles olympiques, la Nord-Coréenne a conquis aussi quatre titres de championne du monde et deux autres médailles.

## Palmarès

### Jeux olympiques
- Jeux olympiques de 1996 à Atlanta (États-Unis) :
  -  Médaille d'or dans la catégorie des -48 kg.
- Jeux olympiques de 2000 à Sydney (Australie) :
  -  Médaille de bronze dans la catégorie des -52 kg.
- Jeux olympiques de 2004 à Athènes (Grèce) :
  -  Médaille d'argent dans la catégorie des -57 kg.

### Championnats du monde
- Championnats du monde 1997 à Paris (France) :
  -  Médaille d'argent en - 52 kg.
- Championnats du monde 1999 à Birmingham (Royaume-Uni) :
  -  Médaille de bronze en - 52 kg.
- Championnats du monde 2001 à Munich (Allemagne) :
  -  Médaille d'or en - 52 kg.
- Championnats du monde 2003 à Osaka (Japon) :
  -  Médaille d'or en - 57 kg.
- Championnats du monde 2005 au Caire (Égypte) :
  -  Médaille d'or en - 57 kg.
- Championnats du monde 2007 à Rio de Janeiro (Brésil) :
  -  Médaille d'or en - 57 kg.

### Divers
- Tournois Super coupe du monde :
  - 1 podium au Tournoi de Hambourg (3e en 2008).

### Distinctions personnelles
- - Médaille d'Héroïne du Travail décernée par le gouvernement nord-coréen
  - Médaille du Mérite Sportif populaire décernée par le gouvernement nord-coréen